# Andreas Stech

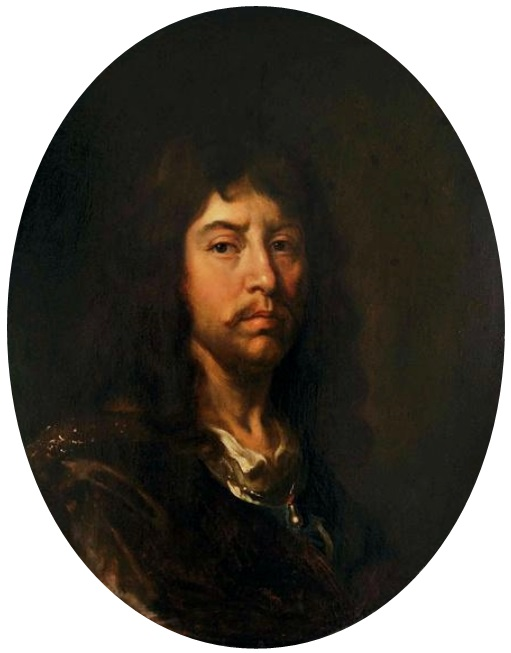
Selbstporträt, ca. 1675

Andreas Stech (* 1635 in Stolp in Pommern; † 1697 in Danzig) war ein bedeutender deutscher Maler  in Danzig.

## Leben

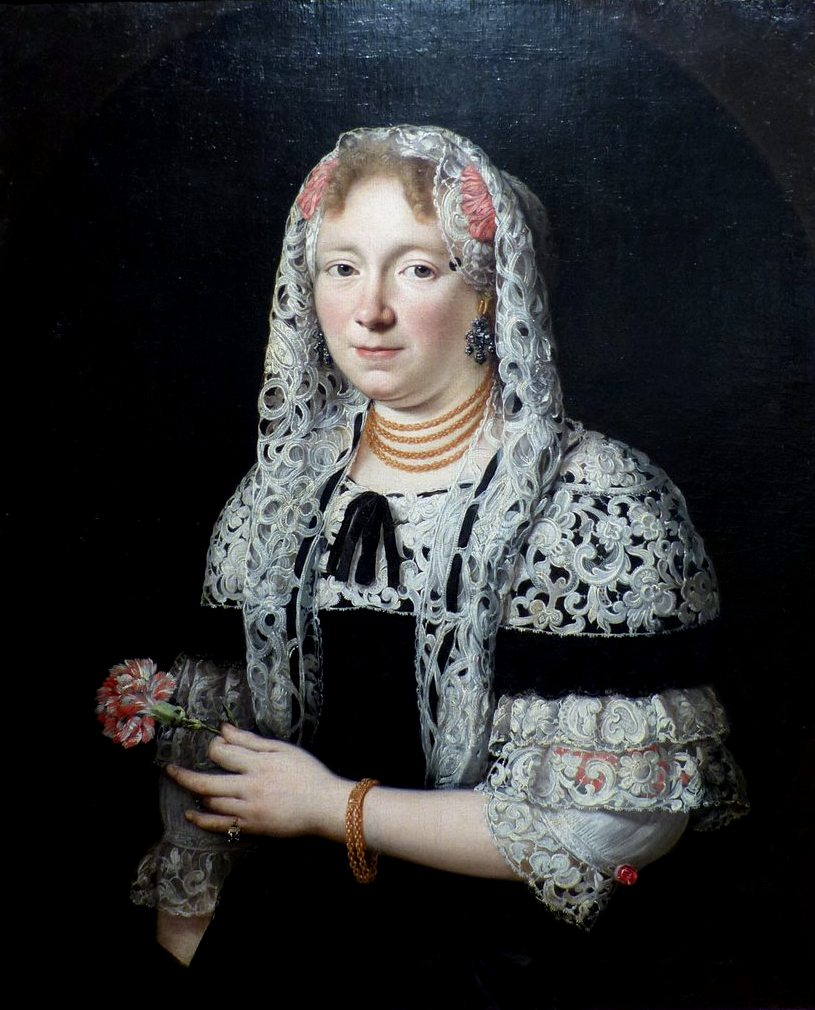
Danziger Patrizierin, 1685, Muzeum Narodowe Gdańsk

Der Vater war der Maler Heinrich Stech aus Lübeck, die Mutter Anna Krasen. 1642 ließ sich die Familie in Danzig nieder.
Ab 1653 lernte Andreas Stech wahrscheinlich bei Adolf Boy, dessen Tochter er später heiratete. 1658 legte er seine Gesellenarbeit bei der Malergilde vor, 1662 sein Meisterstück. 1667 erhielt er das Bürgerrecht der Stadt Danzig.
Andreas Stech unterhielt persönliche Beziehungen zu dem Bildhauer Andreas Schlüter, bei dessen Kind er 1668 Taufpate wurde, und mit dem er in Pelplin, Oliva und Warschau zusammenarbeitete.
Seit 1673 bekleidete er führende Ämter in der Malergilde, darunter dreimal das des Ältermanns (Vorsitzenden, 1675, 1680, 1696).

## Schaffen
Andreas Stech gilt neben Daniel Schultz als der bedeutendste Maler seiner Zeit in Polen-Litauen. Er schuf große Gemälde in Klosterkirchen in Danzig, Pelplin und Oliva. Im Artushof malte er allegorische Szenen. Auf Gemälden stellte Stech Landschaftsmotive und Stillleben dar, dazu zahlreiche Porträts von Danziger Persönlichkeiten.
Sein Malstil ist stark von flämischen und niederländischen Vorbildern beeinflusst, obwohl bisher keine Reise von ihm dorthin bekannt ist.
Werke (Auswahl)
- Von 1671 bis 1675 malte er große Wandmalereien in der Klosterkirche Pelplin, dazu Epitaphe

Das winterliche Panorama von Danzig, 1678

- Sein 1678 geschaffenes  Ölgemälde Das winterliche Panorama von Danzig (auf Leinen, 71,5 cm × 127 cm) hängt heute (2008) in der Oberen Hauptdiele des Danziger Rechtstädter Rathauses (Langgasse).

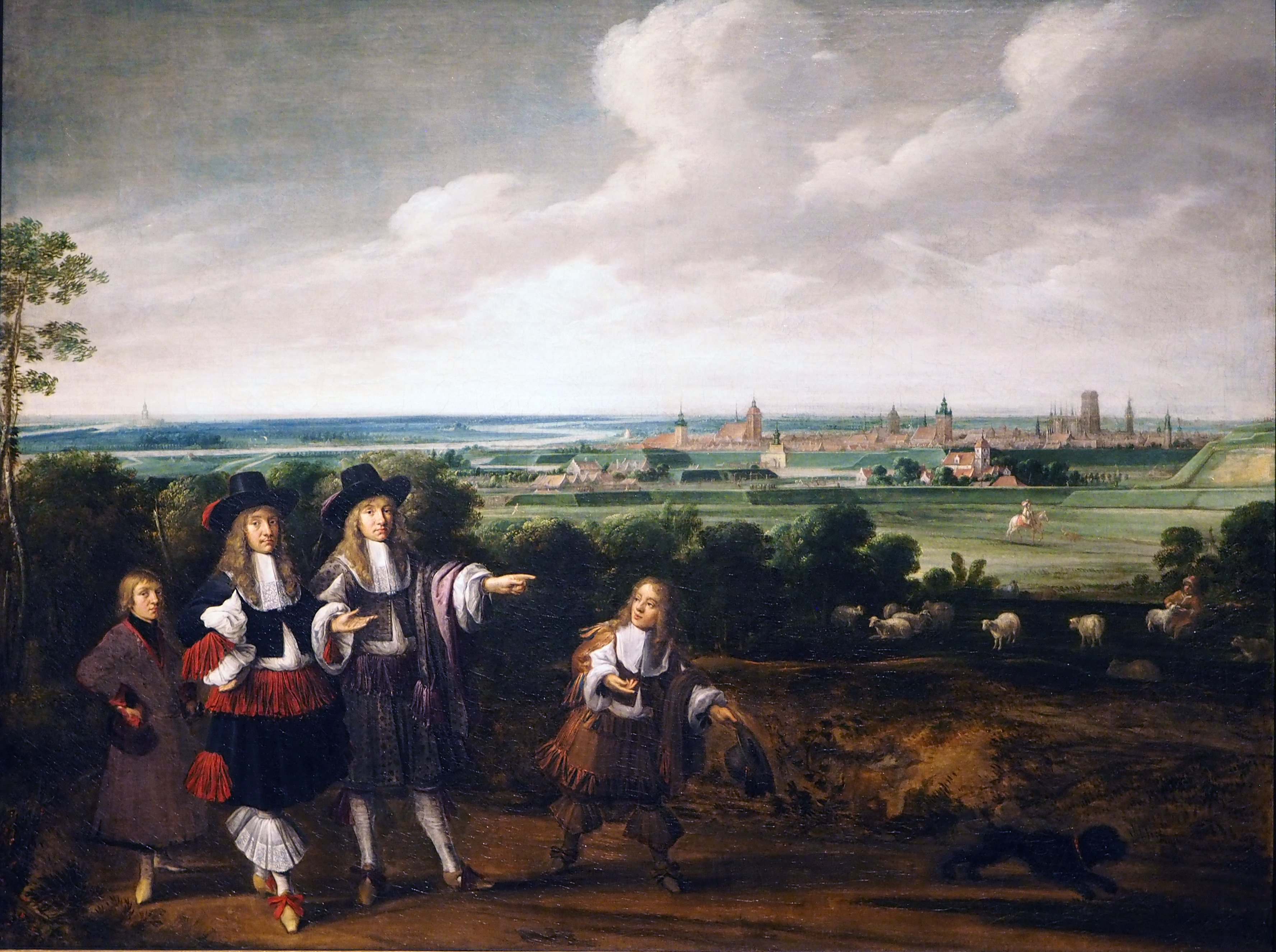
Spaziergang vor den Toren Danzigs, zwischen 1670 und 1685, Herzog-Anton-August-Museum Braunschweig

- Das Ölgemälde Spaziergang vor den Toren Danzigs von 1670/85 gilt als eines seiner bedeutendsten Werke, das Porträts und Landschaftsdarstellung auf hohem künstlerischem Niveau miteinander verbindet. Es befindet sich im Herzog-Anton-Ulrich-Museum in Braunschweig als wahrscheinlich einziges Werk von ihm in Deutschland.
- Um 1686 malte er in der Klosterkirche Oliva den Hauptaltar und mehrere Nebenaltäre von Andreas Schlüter aus.